# Železniční nehoda v Záhřebu (1974)

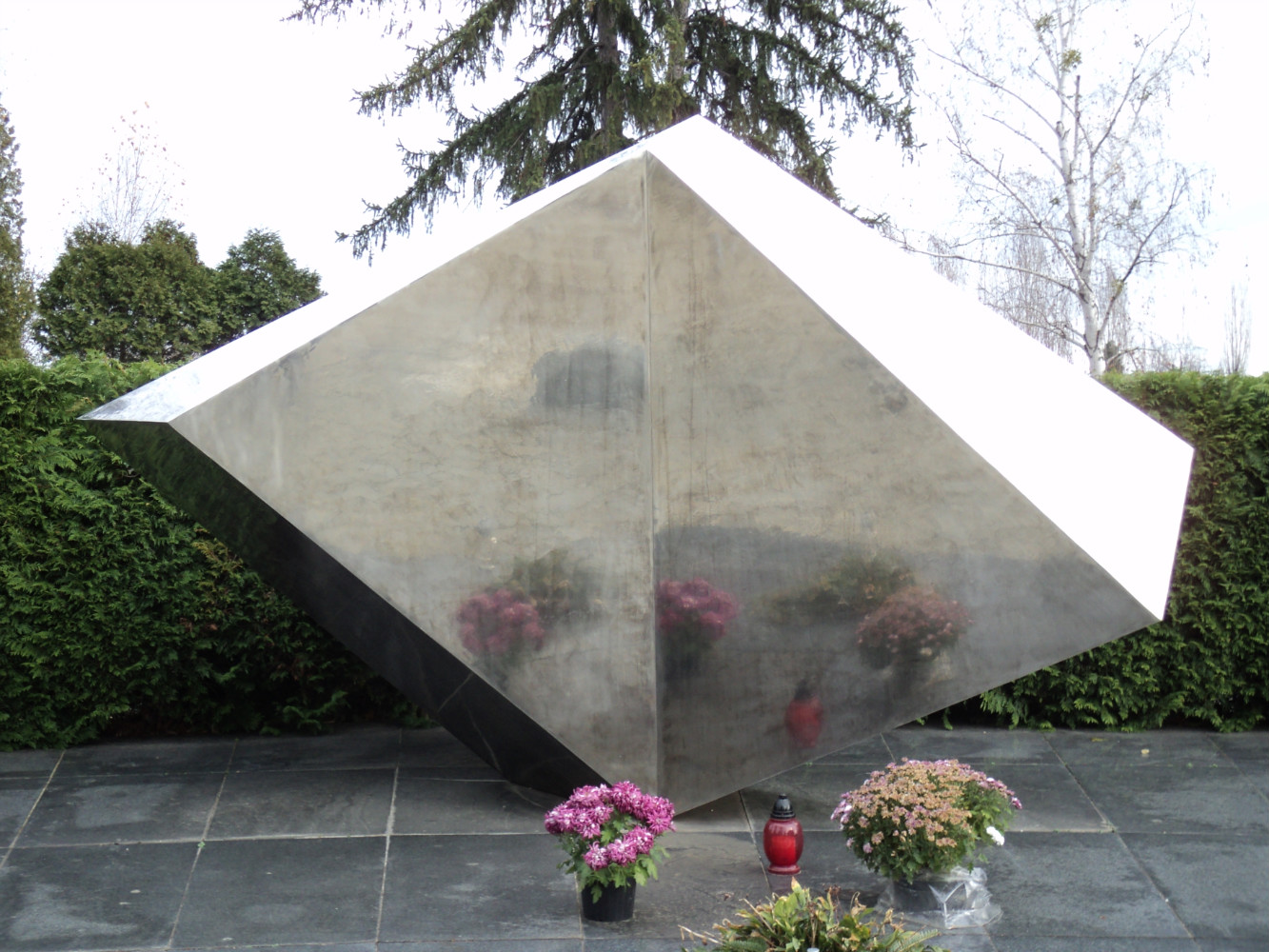
Památník obětem na hřbitově Mirogoj

Železniční nehoda v Záhřebu se odehrála dne 30. srpna 1974 v 22:40 v blízkosti Hlavního nádraží. Je považována za jednu z nejvážnějších nehod svého druhu v dějinách Chorvatska i tehdejší Jugoslávie.
K nehodě došlo na východním zhlaví záhřebského hlavního nádraží. Ve večerních hodinách zde vykolejil mezinárodní rychlík na trase Athény–Bělehrad–Záhřeb–Dortmund s číslem 10410. Všech devět vagonů vylétlo z kolejí, 719 m od nástupiště IIa. Následně se vagony převrátily. Nehoda si vyžádala 153 obětí na životech a devadesát zraněných.
Ve vlaku cestovalo v době nehody přibližně 400 lidí, především občanů SFRJ, kteří se vraceli z dovolené doma do Německa, kde pracovali jako gastarbajtři. Namísto padesátikilometrové rychlosti vjel vlak na nádraží v rychlosti 104 km/h. Při nárazu a vykolejení vlaku bylo strženo několik sloupů trakčního vedení. Ze všech obětí se nepodařilo identifikovat 41 lidí. Lokomotiva samotná poškozena nebyla, a dojela samovolně na nádraží. Strojvůdcům se nic nestalo.
Vyšetřovatelé, kteří se pokusili zjistit příčinu nehody, vyloučili technickou závadu. Následně byli proto strojvedoucí Nikola Knežević a jeho asistent Stjepan Varga, kteří nehodu přežili, obviněni. Nebylo zjištěno, zdali byl důvodem chyby při řízení vlaku vliv alkoholu nebo usnutí; pravděpodobnou příčinou nehody však byla přepracovanost obou odpovědných osob, neboť jak strojvedoucí, tak i jeho asistent odpracovali měsíc před nehodou 300 hodin práce. Během soudního procesu byl strojvůdce odsouzen k 15 letům vězení a jeho asistent dostal osmiletý trest.
Cestující, kteří byli svědky nehody, potvrdili, že vlak hodinu jízdy před příjezdem do Záhřebu nezpomalil ani v zastávkách Ludina a Novoselec. Navíc projížděl zatáčkami nebezpečně rychle a vlak se nakláněl. Dnes je lokomotiva vlaku, který vykolejil na záhřebském nádraží, vystavena v chorvatském železniční muzeu.